# Last Train to Clarksville
Last Train to Clarksville var singeldebuten för den amerikanska musikgruppen The Monkees 1966. Den fanns även med på gruppens självbetitlade LP samma år. Låten spelades in på RCA Records Studio A, i Hollywood, den 25 juli 1966 och "Last Train to Clarksville" blev listetta på Billboard Hot 100 i USA.
Låtskrivarparet Tommy Boyce och Bobby Hart hävdar att låten är deras protest mot Vietnamkriget. Texten handlar om en ung man som precis har blivit inkallad. Han väntar på tåget som kommer att föra honom till armébasen. I slutet deklarerar han att "jag vet inte om jag någonsin kommer hem igen". Han vet att han kanske kommer att dö i Vietnam.
Låten blev snabbt en favorit-cover för andra artister och sedan den spelades in av the Monkees har en mängd kända och mindre kända artister spelat in låten.

## Listplaceringar
| Lista (1966)   | Position              |
| -------------- | --------------------- |
| Australien     | 6 (Go Set)            |
| Finland        | 10                    |
| Frankrike      | 91                    |
| Irland         | 5                     |
| Kanada         | 1 (RPM)               |
| Nederländerna  | 14                    |
| Nya Zeeland    | 6 (NZ Listner)        |
| Spanien        | 20                    |
| Storbritannien | 23                    |
| Sverige        | 8 (Kvällstoppen)      |
| Sverige        | 2 (Tio i topp)        |
| USA            | 1 (Billboard Hot 100) |
| Västtyskland   | 29                    |

## Låten av andra artister
- Ed Bruce spelade in den 1967.
- The Plastics spelade i en version (i deras electropopstil) på deras debutalbum Welcome Plastics 1980.
- Cassandra Wilson spelade i en jazzcover av sången 1995, på hennes album New Moon Daughter.
- The Standells gjorde en version på albumet: The Hot Ones!, 1967.
- George Benson har gjort en instrumental-version i jazzig stil.
- Det var också en cover av The Four Tops på deras album: Reach Out, 1967.
- Jockum Nordströms band Boom Boom, släppte den som singel 1983.
- Riblja Čorba gav ut en cover med titeln: "Zadnji voz za Čačak" (översatt. "Last Train to Čačak") på deras album: Ujed za dušu 1987.
- R.E.M. spelade låten live under deras tidiga karriär.